# Ferdinand Ngoh Ngoh
Ferdinand Ngoh Ngoh est un homme politique et diplomate camerounais. Secrétaire général de la présidence de la république du Cameroun depuis le 9 décembre 2011, il est élevé au rang de ministre d'État au sein du premier gouvernement Joseph Dion Ngute avec délégation de signature du chef de l'État,.

## Biographie

### Enfance et débuts
Ferdinand Ngoh Ngoh est originaire de Minta, localité située dans l'actuel département de la Haute-Sanaga (région du Centre).
Il fait un court passage au cabinet civil de la présidence de la République entre 1997 et 1998.
De 2002 à 2006, il est premier conseiller de la mission permanente du Cameroun auprès des Nations unies à New-York.
Le 31 août 2010, il est nommé secrétaire général du ministère des Relations extérieures (MINREX).
Dans la nuit du vendredi au samedi 10 au 11 août 2018, son domicile à Yaoundé est attaqué par deux malfrats, neutralisés par les agents de la sécurité.
Il est nommé secrétaire général à la présidence de la République du Cameroun le 9 décembre 2011.
Le 4 janvier 2019, il est promu ministre d'État, secrétaire général de la présidence de la République. Le 5 février, il obtient la délégation de signature du chef de l'État Paul Biya,,.
En octobre 2022, Ferdinand Ngoh Ngoh a été convoqué « physiquement » par les enquêteurs, afin d’y être auditionné dans le cadre du « Covidgate », un scandale consécutif à plusieurs cas de détournements de deniers publics et de surfacturations, documentés par un rapport de la Cour des comptes. le parquet du Tribunal criminel spécial a aussi émis un mandat d’amener contre Ferdinand Ngoh Ngoh.